# Konstanty Gebert

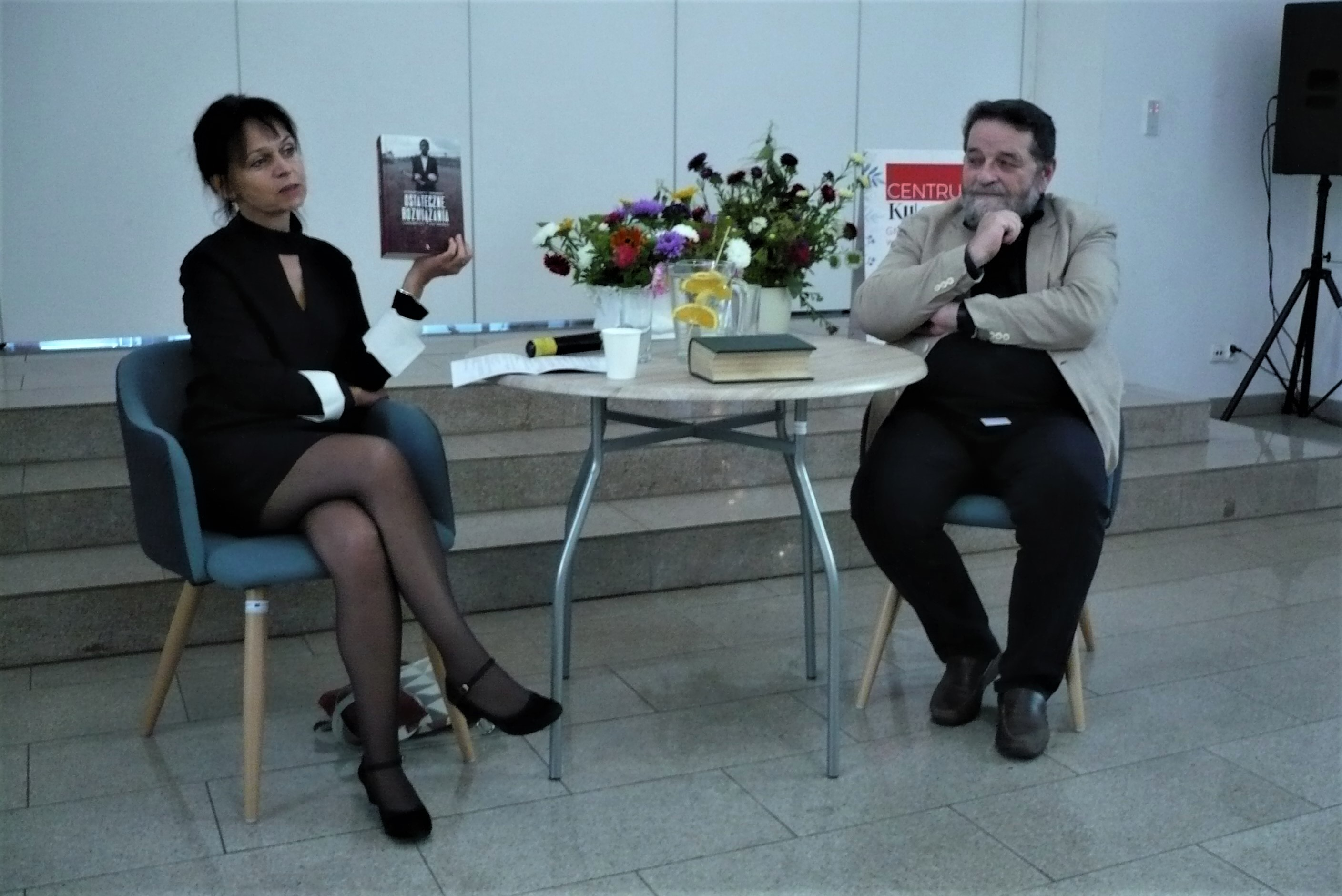
Urszula Glensk i Konstanty Gebert. Dokumentaliści – spotkania literackie. Edycja 2. Ludwikowice Kłodzkie (2022)

Konstanty Julian Gebert, ps. „Dawid Warszawski” (ur. 22 sierpnia 1953 w Warszawie) – polski psycholog żydowskiego pochodzenia, tłumacz, dziennikarz i nauczyciel akademicki, od 1989 do 2022 publicysta Gazety Wyborczej. Od 2023 felietonista Kultury Liberalnej.

## Życiorys
W latach 1970–1974 należał do Zrzeszenia Studentów Polskich (od 1973 funkcjonującego pod nazwą Socjalistyczny Związek Studentów Polskich). W 1976 ukończył studia psychologiczne na Uniwersytecie Warszawskim. Pracował w Zakładzie Psychologii Akademii Medycznej w Warszawie (1979–1983) i w zespole psychoterapeutycznym Synapsis w Warszawie. Od 1976 był współpracownikiem Komitetu Obrony Robotników i następnie Komitetu Samoobrony Społecznej „KOR”. W 1977 był współzałożycielem tzw. Żydowskiego Uniwersytetu Latającego, w ramach którego do 1981 organizowano spotkania o historii i kulturze żydowskiej. We wrześniu 1980 został członkiem Niezależnego Samorządnego Związku Zawodowego Pracowników Nauki, Techniki i Oświaty (NSZZ PNTiO). Uważał, że decyzja o połączeniu NSZZ PNTiO z NSZZ „Solidarność” była błędem, gdyż korzystniejsze było według niego „uczenie się demokracji w mniejszym zespole”. Jako jedyny delegat głosował przeciwko niej na zjeździe w październiku 1980. Po połączeniu związku z NSZZ „Solidarność” nie ubiegał się o członkostwo w „Solidarności”.
W 1982 został członkiem redakcji drugoobiegowego dwutygodnika „KOS” i publikował w nim nieprzerwanie do 1989. Swoje teksty zamieszczał także w innym pismach niezależnych, m.in. „Tygodniku Mazowsze” i „Przeglądzie Wiadomości Agencyjnych”. Najczęściej używał pseudonimu Dawid Warszawski (którym posługiwał się także po przemianach politycznych w 1989). Był akredytowany jako dziennikarz prasy niezależnej w czasie obrad Okrągłego Stołu w 1989. Poświęcił temu wydarzeniu książkę Mebel.
Od 1989 do 1992 był członkiem SDP, zasiadając krótko w zarządzie głównym tej organizacji. Od 1989 był dziennikarzem „Gazety Wyborczej”, publikując w niej felietony i komentarze. W latach 1992–1993 towarzyszył Tadeuszowi Mazowieckiemu jako specjalnemu wysłannikowi ONZ w byłej Jugosławii w misjach do tego kraju. Wyjazdom tym poświęcił książkę Obrona poczty sarajewskiej. W 1997 założył miesięcznik o tematyce żydowskiej „Midrasz”, pełnił w nim funkcję redaktora naczelnego (1997–2000). Publikował również m.in. w kwartalniku „Nigdy Więcej”. W 1990 zajął się także pracą akademicką jako wykładowca zagranicznych uczelni. W 2011 został dyrektorem warszawskiego biura Europejskiej Rady Spraw Zagranicznych. Wchodzi w skład Komitetu Wspierania Muzeum Historii Żydów Polskich Polin w Warszawie.
Laureat Nagrody im. Marcina Króla za najlepszą opublikowaną w 2022 polską książkę z dziedziny historii idei i badań nad przyszłością, filozofii i myśli społecznej i politycznej, refleksji nad cywilizacją i kulturą za książkę Ostateczne rozwiązania. Ludobójcy i ich dzieło. Za tę samą książkę w 2023 otrzymał Nagrodę im. Jana Długosza wręczaną w ramach Międzynarodowych Targów Książki w Krakowie.
Od 2023 tworzy autorski podcast Ziemia zbyt obiecana.

## Życie prywatne
Jest synem Bolesława Geberta (1895–1986) i Krystyny Poznańskiej-Gebert (1916–1991). Ojciec pochodził z katolickiej rodziny rolniczej z okolic Tykocina. Matka pochodziła z inteligenckiej, zasymilowanej żydowskiej rodziny z Warszawy. Dziadek ze strony matki, Julian Poznański był nauczycielem w Szkole Rzemieślniczej przy Gminie Żydowskiej w Warszawie. Oboje rodzice byli przed II wojną światową działaczami komunistycznymi (ojciec w USA, a matka w Polsce).
Jego przyrodnią siostrą jest Lucyna Gebert. Miał też przyrodniego brata Armanda (1922–2009), dziennikarza z Detroit.
Z pierwszego małżeństwa z Danutą (z d. Pijewską) ma córkę Natalię, z drugiego małżeństwa z Małgorzatą Jasiczek-Gebert ma troje dzieci: Jana, Zofię i Szymona.

## Odznaczenia i wyróżnienia
- Krzyż Oficerski Orderu Odrodzenia Polski – 2011[14]
- Order Narodowy Zasługi IV klasy – 2018[15][16]
- Odznaka „Zasłużony Działacz Kultury”
- Medal „Powstanie w Getcie Warszawskim” – 2023[17]
- Nagroda im. księdza Józefa Tischnera – 2023[18]

## Twórczość
Publikacje autorskie
- Przerwa na myślenie, „Miesięcznik Małopolski” (II obieg), Kraków 1986.
- Mebel, Aneks, Londyn 1990, ISBN 0-906601-73-8.
- Antisemitism in the 1990 Polish Presidential Elections, Social Research, vol. 58, no. 4 (Winter 1991), pp. 723–755.
- Magia słów: polityka francuska wobec Polski po 13 grudnia 1981 roku, Aneks, Londyn 1991, ISBN 0-906601-85-1.
- The Dialectics of Memory in Poland: Holocaust Memorials in Warsaw, [w:] The Art of Memory: Holocaust Memorials in History, ed. James E. Young, Nowy Jork 1994.
- Obrona poczty sarajewskiej (jako Dawid Warszawski), Prószyński i S-ka, Warszawa 1995, ISBN 83-86669-84-5.
- Dziesięć dni Europy: archeologia pamięci, Świat Książki, Warszawa 2004, ISBN 83-7391-605-9.
- Wojna czterdziestoletnia, Świat Książki, Warszawa 2004, ISBN 83-7391-472-2.
- 54 komentarze do Tory, Austeria, Kraków 2004, ISBN 83-89129-30-2.
- Miejsce pod słońcem. Wojny Izraela, Prószyński i S-ka, Warszawa 2008, ISBN 978-83-7469-742-2.
- Polski alef-bet. Żydzi w Polsce i ich odrodzony świat (z Krzysztof Kobus, Anna Olej-Kobus), Carta Blanca, Warszawa 2009, ISBN 978-83-61444-60-2.
- Bałkany. Minibook (z Monika Izydorczyk, Wojciech Stanisławski, Stefan Wilkanowicz), Znak, Kraków 2014, ISBN 97883240316341.
- Ostateczne rozwiązania. Ludobójcy i ich dzieło, Agora, Warszawa 2022, ISBN 978-83-268-3769-2.
- Pokój z widokiem na wojnę. Historia Izraela, Agora, Warszawa 2023, ISBN 9788326841958

Tłumaczenia
- Psychologia wierzeń religijnych (wybrał i wstępem opatrzył Kazimierz Jankowski); Czytelnik, Warszawa 1990, ISBN 83-07-01764-5.

Pozostałe prace redakcyjne
- Alain Finkielkraut, W imię Innego: antysemicka twarz lewicy (autor przedmowy), Sic!, Warszawa 2005, ISBN 83-88807-64-1.
- Fatos Lubonja, Albania – wolność zagrożona: wybór publicystyki z lat 1991–2002 (autor przedmowy), Fundacja Pogranicze, Sejny 2005, ISBN 83-86872-66-7.

## Filmografia
Udział w filmach dokumentalnych:
- Śmierć prezydenta (Death of the President) – odc. 10. sezonu 12. cyklu dokumentalno-fabularnego Katastrofa w przestworzach.